# Borststuk van een jonge vrouw
Borststuk van een jonge vrouw is een schilderij van Rembrandt.

## Voorstelling
Het stelt een jonge vrouw voor met opgestoken krullerig haar en oorhangers. Ze draagt een wit geplisseerd hemd waarover een mantel zonder kraag afgezet met goudgalon. Wie de vrouw is is onbekend. In het verleden werd ze wel geïdentificeerd als de zus van Rembrandt, Lijsbeth van Rijn.

## Toeschrijving en datering
Het werk is rechtsmidden gesigneerd ‘RHL van Rijn / 1632’, waarbij RHL staat voor ‘Rembrandt Harmensz. Leydensis’ (Rembrandt Harmensz. van Leiden).

## Herkomst
Het werk werd eind 19e eeuw gekocht door Johannes II van Liechtenstein. Deze schonk het aan Georg Schmid von Grüneck, bisschop van Chur, die het in 1929 voor 100.000 dollar verkocht aan kunsthandel R. C. Vose Galleries in de Amerikaanse stad Boston. Deze kunsthandel verkocht het in 1929 voor 125.000 dollar aan de Bostonse verzamelaar Robert Treat Paine II. Van januari 1930 tot 1944 was het verschillende keren per jaar in bruikleen aan het Museum of Fine Arts in Boston. Toen Paine II in 1943 overleed liet hij het na aan zijn zoon, Richard Cushing Paine. Het bleef tot 1986 in eigendom van de familie Paine. Van 1966 tot 1986 was het in permanent bruikleen aan het Museum of Fine Arts in Boston. Op 10 december 1986 werd het door de erven Paine verkocht op een veiling bij Sotheby's in Londen. De anonieme koper, gaf het werk vanaf 2007 in bruikleen aan het J. Paul Getty Museum in Los Angeles.